# Light Division
Die Light Division (englisch; deutsch „Leichte Division“) ist als „Division of Infantry“ (Division aus Infanterie) ein administrativer Verband des britischen Heers, der 2022 aus bis dahin eigenständigen Einheiten geformt wurde. Sie ist vornehmlich für Rekrutierung, Ausbildung und Verwaltung der Rifles-Regimenter zuständig. Die ihr angehörenden (Teil-)Einheiten sind operativ verschiedenen gemischten oder spezialisierten Brigaden unterstellt.

## Division of Infantry
Während die meisten Einheiten des britischen Heers einem Truppengattungs-Korps oder -Regiment angehören, wurden und sind die Einheiten der Infanterie in administrative Verbände aufgeteilt, die zwar „Division of Infantry“ betitelt wurden (Division aus Infanterie; nicht mit Infanteriedivision verwechseln!), aber anders als operative Divisionen ortsfest in einem Depot vor allem für Rekrutierung und Ausbildung in definierten Landesteilen zuständig sind.
Wie die operativen Verbände sind auch die administrativen Verbände Reformen und Umstrukturierungen unterworfen. So entstand am 30. September 2022 aus „Guards Division“, „King's Division“, „Queen's Division“ und „Scottisch, Welsch and Irisch Division“ sowie den bis dahin administrativ eigenständigen Jägerregimentern (Parachute, Rifles, Gurkha Rifles) die
- Guards and Parachute Division (Garde- und Fallschirmdivision) – Fußgarderegimenter und Fallschirmjägerregiment
- Union Division (Unionsdivision) – vorwiegend schottische, walisische und (Nord-)irische Regimenter
- Queen’s Division (Division der Königin) – vorwiegend englische Regimenter
- „Light Division“ (Leichte Division) – The Rifles und The Royal Gurkha Rifles.

Jeder Division ist auch ein Bataillon des Rangerregiments als primäres Ziel für Aspiranten aus der jeweiligen Division zugewiesen.

## Einheiten
- The Rifles (RIFLES)
  - 1st Battalion
  - 2nd Battalion
  - 3rd Battalion
  - 5th Battalion
  - 6th Battalion (Army Reserve)
  - 7th Battalion (Army Reserve)
  - 8th Battalion (Army Reserve)
- The Royal Gurkha Rifles (RGR)
  - 1st Battalion
  - 2nd Battalion
  - F (Falklands) Company
  - G (Coriano) Company
- Ranger Regiment
  - 4th Battalion

## Geschichte
In der Historie des britischen Heeres sind mehrere Verbände dieses Namens verzeichnet.

### Krimkrieg
Im Krimkrieg wurde unter diesem Namen eine Division aufgestellt und eingesetzt, der aber keine als leichte Infanterie ausgewiesene Einheiten unterstellt waren.

### Erster Weltkrieg
Im Ersten Weltkrieg wurden zwei Divisionen aufgestellt, die überwiegend aus Einheiten mit „Rifles“ oder „Light Infantry“ im Namen bestanden: „14th (Light) Division“ und „20th (Light) Division“.
Während der Rheinlandbesetzung wurde die „2nd Infantry Division“ in „Light Division“ umbenannt.

### 1968–2007
1968 wurde die Light Division erstmals als administrativer Verband aufgestellt, die die damals sieben Bataillone der gleichzeitig zu Regimentern umgewandelten „Light Infantry Brigade“ und „Green Jackets Brigade“ umfasste. 2007 wurde die Division zum heutigen Regiment The Rifles umgewandelt.